# Chigasaki
Chigasaki (japanska: 茅ヶ崎市?, Chigasaki-shi) är en stad i Kanagawa prefektur i Japan. Staden fick stadsrättigheter 1947 och 
har sedan 2003 
status som speciell stad (japanska: 特例市?, Tokureishi) enligt lagen om lokalt självstyre.